# Guaibasaurus
Guaibasaurus („ještěr od řeky Rio Guaiba“) byl rod bazálního (vývojově primitivního) plazopánvého dinosaura, žijícího v období pozdního triasu (asi před 221 až 210 miliony let) na území dnešního Geoparku Paleorotta v Rio Grande do Sul (Brazílie). 

## Popis
Dinosaurus měl na každé přední končetině tři plné prsty a dva redukované prsty, stejně jako vývojově primitivní teropod Herrerasaurus. Typový exemplář G. candelariai byl formálně popsán v roce 1999. Jedná se o vzdáleného příbuzného vývojově významných bazálních sauropodomorfů, jako byl rod Saturnalia.
Tento vývojově primitivní teropod nebo sauropodomorf dosahoval délky kolem 2 metrů a hmotnosti přibližně 25 nebo 33 kilogramů.